# L'harem
L'harem és una pel·lícula de 1967 escrita i dirigida per Marco Ferreri. Ha estat doblada al català.

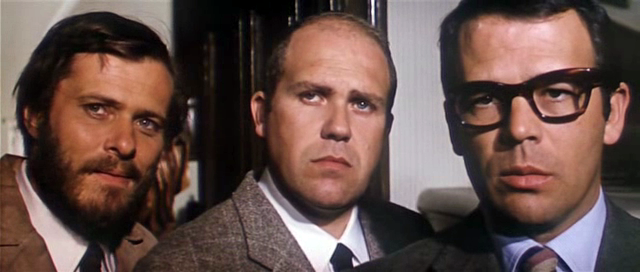
Gianni, Gaetano i Mike, el trio d'amants

## Argment
La Margherita, arquitecta, és la guardiana gelosa de la seva independència, en nom de la qual rebutja les peticions d'unió permanent dels seus diversos pretendents: Gianni, enginyer, Gaetano, advocat, i Mike, bohemi. No obstant això, no voldria perdre la seva amistat.
Així, durant unes vacances a Dubrovnik, els reuneix amb un enginy a la seva vil·la, en una mena d'harem al revés, en què les funcions administratives s'encarreguen d'un quart amic, el gai René, l'eunuc de l'harem. Després d'un primer període experimental en què els tres s'"entreguen" alternativament a la dona, la renúncia al paper masculí, al dret a posseir, es fa insuportable.
La competició inicial entre els tres es converteix en solidaritat en la defensa de les prerrogatives masculines, a la qual també s'incorpora René ("Jo també sóc home"). En un final dramàtic, després d'haver-se vist obligada a sotmetre's al seu poder, cuinant i posant per a ells, Margherita és empesa al buit, des dels penya-segats de la localitat iugoslava.

## Repartiment
- Carroll Baker: Margherita
- Gastone Moschin: Gianni Invernizza
- Renato Salvatori: Gaetano
- Michel Le Royer: René
- William Berger: Mike
- Clotilde Sakaroff: mare de Gaetano
- Ugo Tognazzi: ell mateix

## Producció
| «               | L'harem és una pel·lícula que vaig editar contra com la vaig rodar; i que vaig rodar contra com el vaig escriure. | » |
| — Marco Ferreri | |   |

En acabar aquest procés de decantació, en què el guió es va modificar profundament, elaborat amb Rafael Azcona, els temes de la crisi de la relació de parella, del matrimoni, de la família, constants en la producció cinematogràfica de Ferreri, als seixanta, des de Una storia moderna - L'ape regina a La llavor de l'home, troba un resultat necessari en la misogínia. A la pel·lícula "l'únic element que es nega i es condemna és la dona (i no el context, com a les altres pel·lícules)".
Sense entendre el context històric (societat tardocapitalista) i social (consumisme, els nous moviments socials), que caracteritzaran les pel·lícules posteriors - de Dillinger è morto: només queden les violentes convulsions del sistema patriarcal.

## Càsting
| «               | Els actors de cinema... són persones que no saben què és el cinema... [L'actor] el fas part de la imatge, deixant-lo lliure... quan no treballa. | » |
| — Marco Ferreri | |   |

D'acord amb la seva visió reductiva del paper de l'actor, Marco Ferreri va utilitzar com a protagonista a la pel·lícula Carroll Baker, de tornada de Harlow (Gordon Douglas, 1965). El paper d'una dona que buscava el seu propi espai en una societat dominada pels homes va ser confiat a una actriu d'un context cultural completament diferent i identificada, sobretot, amb els papers de "rossa fatal, de vamp", tot i que el mateix director afirmava haver estat influenciat en la seva elecció sobretot per la visió de Baby Doll (Elia Kazan, 1956) «per aquest conjunt d'innocència, per aquesta cara de ximple de voluntat forta», funciona d'alguna manera, al seu personatge. La diversitat del personatge, en comparació amb l'estereotip d'"objecte del desig", també es va subratllar per la coloració negra del cabell de l'actriu.
En un cameo molt breu Ugo Tognazzi apareix fent d'ell mateix.

## Banda sonora
La música composta per Ennio Morricone va ser dirigida per Bruno Nicolai, amb Bruno Battisti D'Amario i Gato Barbieri de solistes, respectivament a la guitarra i al saxo.

## Curiositats
Les seqüències de crèdit d'obertura i tancament van ser fetes pel pintor Mario Schifano. Curiosament, en un període posterior, l'actor William Berger, intèrpret de la pel·lícula, hauria estat el protagonista d'una de les obres rodades per l'artista amb la càmera a mà, Carol+ Bill.
L'actor George Hilton va participar en la pel·lícula en algunes escenes amb Carroll Baker i després tallades al muntatge.
La pel·lícula va ser restaurada el 2000 per la Scuola nazionale di cinema.

## Critica
«Feminisme singular i antimasclisme ferotge... desigual i desequilibrat..... » **